# M/S Granat
M/S Granat är en arbetsfärja, som ursprungligen byggdes som järnvägsfärjan M/S Bure av Bröderna Larssons varv och mekaniska verkstad i Kristinehamn 1957 för Statens Järnvägar för att trafikera rutten Kalmar – Färjestaden. Den hade såväl normalspår som Ölands järnvägars smalspår, 891 mm.
M/S Bure gick i trafik mellan oktober 1957 och april 1962, något år efter nedläggningen av Ölands järnvägar. Därefter var hon upplagd till 1964, då hon såldes till Vägverket och omdöptes till Färja 61/264. Hon gick i trafik först på leden Nötesund på Orust – Sundsandvik, och senare på andra leder i Bohuslän.
Färja 61/264 såldes 1985 till AB Resarö Skärgårdstransporter i Stavsudda, ombyggdes till arbetsfärja och omdöptes till Granat för uppdrag i Stockholms skärgård. År 2002 såldes hon vidare till AB Elektrofors på Resarö.